# Mimoopsis crassepuncta
Mimoopsis crassepuncta là một loài bọ cánh cứng trong họ Cerambycidae.